# Jan Špáta
Jan Špáta (25. října 1932 Náchod – 18. srpna 2006 Praha) byl český kameraman, režisér a vysokoškolský pedagog.

## Život

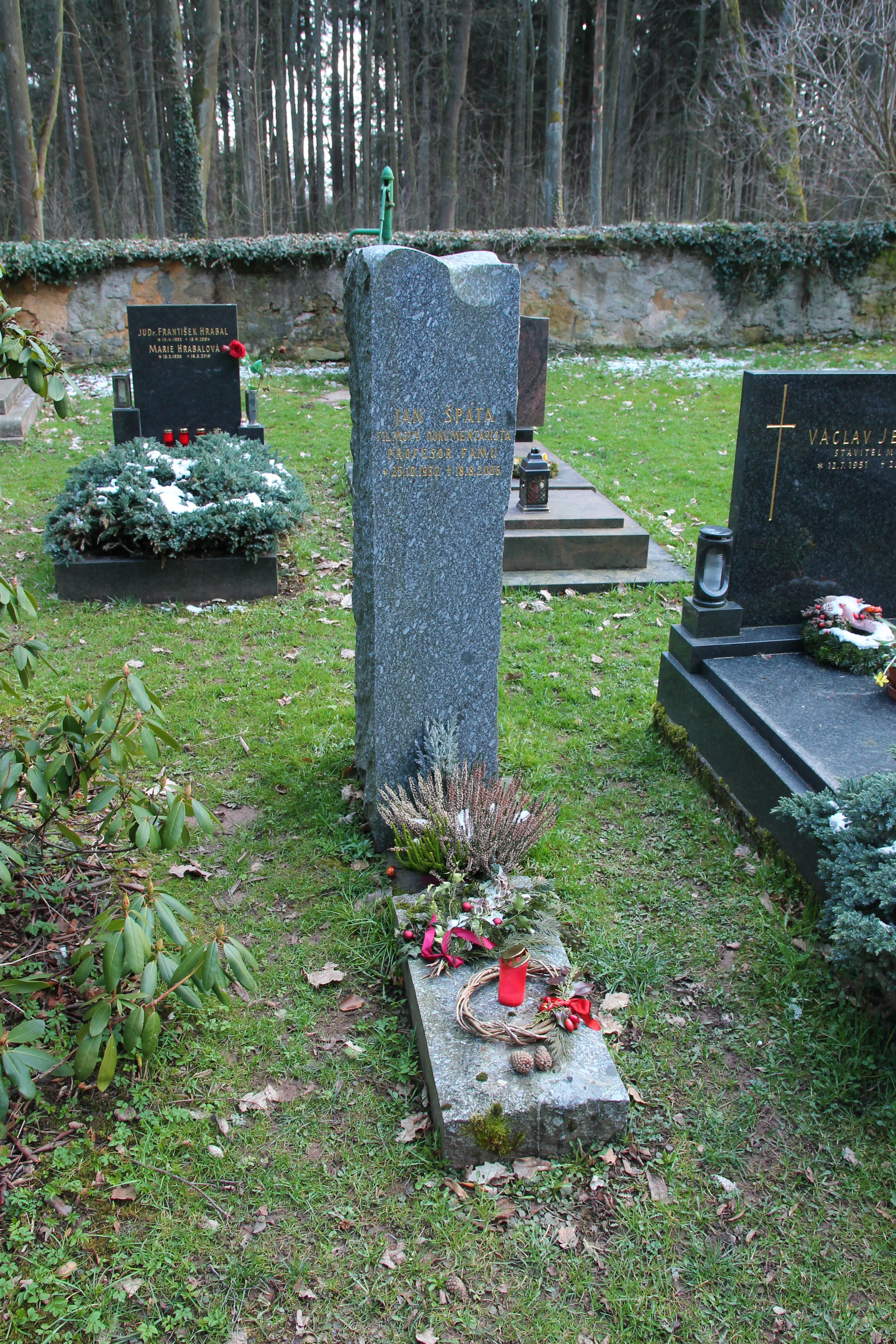
Špátův hrob na Aldašíně

Dětství strávil v Hronově, roku 1952 vystudoval fotografii na Průmyslové škole grafické a poté kameru na FAMU. Pracoval jako kameraman ve Zpravodajském filmu, podílel se na desítkách filmů většiny režisérů dokumentárních filmů 60. let.

## Tvorba

### Filmy
Zásadně jej ovlivnila spolupráce s Evaldem Schormem. Sám začal režírovat, prosadil se zejména svými citlivými a odvážnými eseji (Největší přání, 1964; Respice finem, 1967, Mezi světlem a tmou, 1990, Největší přání II, 1990), cestopisy (Země svatého Patricka, 1967) a filmy o hudbě (Variace na téma Gustava Mahlera, 1980). Byl úspěšným autorem i po roce 1989, podílel se zejména na sériích GEN, GENUS, OKO nebo Jak se žije. Roku 1998 se rozhodl vědomě ukončit filmovou kariéru bilančním snímkem Láska, kterou opouštím.

### Knihy
Je autorem několika knih (Okamžiky radosti, s Martinem Štollem, 2002; Mezi světlem a tmou, 2004) a držitelem mnoha filmových cen. O jeho tvorbě také vznikla řada knih, publikací a rozhovorů.

## Odkaz
O jeho přínosu pro český film se hovoří jako o „Špátově dokumentaristické škole“,[zdroj⁠?!] svým humanistickým i řemeslně dokonalým pojetím filmu ovlivnil generace svých studentů (mj. Olga Sommerová, Ivan Zachariáš, Andrea Majstorovičová, Martin Štoll, Jan Kadeřábek...) Pedagogicky působil na FAMU, od 15. května 2002 jako profesor pro obor filmové, televizní a fotografické umění a nová média – dokumentární tvorba.
Jeho manželka Olga Sommerová i dcera Olga Malířová Špátová jsou rovněž autorkami dokumentárních filmů.

## Vybrané dokumenty
| 1961      |                                                           | Pod Sněžkou je všední den                                         |  |
| 1963      |                                                           | Proč? (s Evaldem Schormem)                                        |  |
| 1963      |                                                           | Železničáři ( s Evaldem Schormem)                                 |  |
| 1964      | *                                                         | Největší přání                                                    |  |
| 1965      | *                                                         | Hallo Satchmo                                                     |  |
| 1965      | Okamžik radosti (dokument o lezení náchodských horolezců) |                                                                   |  |
| 1967      | *                                                         | Respice Finem                                                     |  |
| 1967      | *                                                         | Země Svatého Patrika                                              |  |
| 1968      | *                                                         | Lidé z hor                                                        |  |
| 1968      | Znamení krve                                              |                                                                   |  |
| 1968      | Kavkazský podzim                                          |                                                                   |  |
| 1968      | Tbilisi, město neznámé                                    |                                                                   |  |
| 1970      |                                                           | Nechte nás kvést                                                  |  |
| 1970      | Poslední dějství                                          |                                                                   |  |
| 1971      |                                                           | Vánoce v Africe                                                   |  |
| 1971      | Den v Praze                                               |                                                                   |  |
| 1972      |                                                           | Václav Hudeček                                                    |  |
| 1973      |                                                           | Koně                                                              |  |
| 1974      | *                                                         | Matějská pouť                                                     |  |
| 1975      |                                                           | Šumavské pastorále                                                |  |
| 1978      |                                                           | Hudbou poznávám                                                   |  |
| 1979      |                                                           | Kreutzerova sonáta                                                |  |
| 1979      | *                                                         | Jdi za štěstím                                                    |  |
| 1980      |                                                           | Milujeme život                                                    |  |
| 1980      | Odsouzení                                                 |                                                                   |  |
| 1980      | *                                                         | Variace na téma Gustava Mahlera                                   |  |
| 1982      | *                                                         | Atletické variace                                                 |  |
| 1983      |                                                           | Česká filharmonie                                                 |  |
| 1985      |                                                           | Zimní pastorále                                                   |  |
| 1990      | *                                                         | Největší přání II (celovečerní film)                              |  |
| 1990      | *                                                         | Mezi světlem a tmou (o Jindřichu Štreitovi, poslední f. pro kina) |  |
| 1992      | *                                                         | 777 vteřin v Československu                                       |  |
| 1993      | *                                                         | Japonsko, má láska                                                |  |
| 1993      | *                                                         | Máňa                                                              |  |
| 1993      | *                                                         | Parta                                                             |  |
| 1993-1996 |                                                           | série dokumentů GEN                                               |  |
| 1997      |                                                           | Jak se žije baletkám na začátku a konci kariéry                   |  |
| 1998      | *                                                         | Láska, kterou opouštím                                            |  |

## Zajímavosti
- dokument byl roku 2009 zrestaurován a vydán nakladatelstvím Indies Records v souboru na čtyřech DVD s názvem Jan Špáta - 18 dokumentů